# Daily Herald
El Daily Herald fue un periódico británico publicado en Londres de 1912 a 1964 —aunque su publicación fue semanal durante la Primera Guerra Mundial—. Dejó de publicarse cuando fue relanzado como The Sun.

## Orígenes
En diciembre de 1910, la unión de impresores, conocida como London Union of Compositors (LSC), se comprometió en una lucha por establecer la semana laboral de 48 horas y comenzó a publicar un boletín de huelga diario llamado The World. Will Dyson, un artista australiano radicado en Londres, contribuyó con una caricatura. A partir del 25 de enero de 1911 el boletín cambió de nombre a Daily Herald y se publicó hasta el final de la huelga en abril de 1911. En su apogeo tuvo ventas diarias de 25 000 ejemplares. 
Ben Tillett, líder de los estibadores, y otros sindicalistas radicales tuvieron la inspiración de recaudar fondos para crear un diario permanente que representara al movimiento laboral y que compitiera con los periódicos que defendían a los dos principales partidos políticos, el Liberal y el Conservador, pero independiente del Partido Laborista oficial y del Trades Union Congress —Congreso de sindicatos—, que estaban planeando establecer un diario propio, que inició su publicación como Daily Citizen en octubre de 1912.
El grupo organizador inicial incluía a Tillett, T. E. Naylor del LSC, George Lansbury —político socialista—, Robert Williams de Transport and General Workers' Union —la unión de los trabajadores del transporte—, W. N. Ewer y Francis Meynell. Conservaron el nombre del boletín de huelga y formaron la empresa del Daily Herald. Los lectores y partidarios formaron sucursales locales de la Daily Herald League, a través de la cual negociaban el rotativo.

## Periodo sindicalista 1912-1913
El primer ejemplar apareció el 15 de abril de 1912, editado por William H. Seed. Un detalle clave fueron las caricarturas de Dyson, que contribuyeron a darle tono político al periódico. Su tendencia fue principalmente sindicalista: brindaba apoyo incondicional a las huelgas y defendía una revolución socialista basada en la organización de los obreros en sindicatos. Además apoyó a los sufragistas y a las luchas anticolonialismo, principalmente en Irlanda. Los primeros ejemplares tuvieron que documentar el naufragio del RMS Titanic e hicieron énfasis en las desproporcionadas pérdidas entre los miembros de la tripulación y los pasajeros pobres de tercera clase, demostrando la distinta perspectiva del nuevo diario.
Los escritores del staff incluían a W. P. Ryan, Langdon Everard y George Slocombe. G. K. Chesterton era un contribuidor frecuente y su hermano Cecil y Hilaire Belloc lo hacían ocasionalmente. Después de que Seed fuera removido de la jefatura de redacción, Roland Kenney, Sheridan Jones y, finalmente, Charles Lapworth estuvieron en el cargo.
En junio de 1913, la compañía Daily Herald fue forzada a liquidación. Lansbury y Lapworth formaron una nueva compañía, Limit Printing and Publishing Company. El déficit en los costos de producción era garantizado por los amigos ricos de Lansbury y Francis Meynell se unió a la junta directiva como representante de estos. De diciembre de 1912 hasta agosto de 1914, uno de los principales patrocinadores financieros fue H. D. Harben, fundador del New Statesman. A partir de esta época, los miembros de la Daily Herald League no tuvieron más influencia formal sobre el periódico.
A finales de 1913, los otros dos miembros de la junta directiva le pidieron a Lapworth que dimitiera como editor. Lansbury y los financiadores del diario estaban inquietos por los ataques de Lapworth y de otros escritores a ciertos individuos dentro del establishment y el movimiento laboral. «Odio de las condiciones por todos los medios, pero no de las personas», fue cómo Lapworth citó a Lansbury. Las consecuencias fueron difundidas en las páginas de cartas de The New Age entre diciembre de 1913 y abril de 1914.

## ElHeraldbajo el mando de Lansbury 1914-1922
El nuevo periódico luchó financieramente, pero de alguna manera logró sobrevivir, y Lansbury desempeñó un papel creciente en conseguir mantenerlo a flote. Bajo su mando, el Herald tomó una posición política ecléctica pero implacablemente militante y logró ventas de 50 000-150 000 ejemplares al día. Pero, la Primera Guerra Mundial en agosto de 1914 –o más bien la posterior división de la izquierda entre aquellos que apoyaban o se oponían al conflicto bélico– redujo radicalmente su circunscripción. Lansbury y sus colegas, el centro de la izquierda antiguerra, decidieron publicar semanalmente. El periódico desempeñó un papel clave en la campaña contra la guerra durante los próximos cuatro años. Estaba en la vanguardia del movimiento contra el servicio militar obligatorio y apoyó a los objetores de conciencia; además, acogió con beneplácito las revoluciones rusas de febrero y octubre de 1917. Hubo notables primicias periodísticas, la más famosa, su historia de 1917, en «How they starve at the Ritz», una exposición del consumo conspicuo por parte de los ricos en un momento en el que las dificultades nacionales causaron que el Gobierno, motivado por el pánico, racionara los alimentos.
El Herald reanudó la publicación diaria en 1919 y otra vez desempeñó su papel como propaganda de huelgas y contra la intervención armada en Rusia en medio de la agitación social de 1919-21. También en 1919, el Herald comenzó a publicar la tira cómica de Bobby Bear. Cuando la onda radical disminuyó, el Herald estaba en quiebra y era incapaz de continuar como un diario de izquierda independiente. Lansbury entregó el periódico al  Trades Union Congress y al Partido Laborista en 1922.